# 第二号海防艦
第二号海防艦（だいにごうかいぼうかん）は、日本海軍の海防艦。第二号型海防艦（丁型海防艦）の1番艦。
艦名を「海防艦二号」などと表記する文献もあるが、艦名は「第二号海防艦」である。

## 艦歴
マル戦計画の海防艦丁型、仮称艦名第2701号艦として計画。1943年10月5日、横須賀海軍工廠で仮称艦名第2702号艦、同第2703号艦、同第2706号艦、同第2707号艦、同第2708号艦と同時に起工。12月22日、第二号海防艦と命名され、本籍を横須賀鎮守府と仮定。艦艇類別等級別表の海防艦の項中に第二号型が新設され、その1番艦に定められる。30日進水し、本籍を横須賀鎮守府に定められる。
1944年1月28日竣工し、横須賀鎮守府警備海防艦に定められ諸訓練に従事。3月30日、海上護衛総司令部第二海上護衛隊に編入。31日、東松四号船団部隊作戦指揮下に編入。4月1日1000時、同船団の前路掃蕩のため、船団本隊より1時間早く木更津を出発し、船団が浦賀東水道を出たところで船団に合流した。4月10日サイパンに到着し、第二海上護衛隊指揮下に復帰。間宮ほか3隻を護衛してパラオへ向かい、13日パラオのヨオ水道に到達。
4月18日、第一海上護衛隊作戦指揮下に編入。19日、パタ09船団（3隻）を護衛しパラオ発。27日高雄に到着し、タモ18船団（8隻）を護衛し同日高雄発。5月8日、門司の手前で船団から分離し、9日から13日まで佐世保海軍工廠で修理。
5月14日、モタ19船団（23隻）を護衛し門司発。20日高雄着。23日、タマ19船団（22隻）を護衛し高雄発。26日、盛洋丸を護衛するためマニラ湾口で単艦反転し、28日高雄着。30日、タモ20船団（23隻）を護衛し高雄発。6月4日、門司到着後に佐世保へ回航。
6月6日から11日まで佐世保海軍工廠で入渠し修理を行う。11日、ミ07船団（26隻）に合流するため佐世保発。23日にマニラに入港したところで同船団から分離し、26日マタ24船団（6隻）を護衛しマニラ発。同船団を途中まで護衛し、対潜掃蕩を行いつつ29日にマニラ着。30日、ヒ67船団（マニラ出港時10隻）をマニラ湾口まで護衛。
7月1日、マユ04船団（6隻）を護衛しマニラ発。7日、海南島楡林に到着したが楡林外港で停泊中の9日、接近した低気圧による強風波浪のため同港東海岸の岩礁に座礁した。この低気圧により本艦のほか朝顔が錨鎖切断のため三亜海岸で、陸軍病院船北辰丸が本艦と同じく楡林東海岸でそれぞれ座礁した。本艦は8月7日に離礁したが、朝顔は離礁に9月25日までかかり、北辰丸は同地で沈没した。離礁作業中の7月18日、第二海上護衛隊が解隊され第一海上護衛隊に編入された。
離礁後、10月3日まで海南海軍工作部で応急修理を行い、応急修理終了後第101号掃海艇により香港まで曳航され、12月まで香港の第二海軍工作部で復旧修理を行う。12月10日、第一海上護衛隊は第一護衛艦隊に改編。
1945年1月1日、第一護衛艦隊隷下に新編された第百二戦隊に編入。9日、タ102船団（辰泰丸）を護衛し基隆着。12日、タモ35船団（2隻）を護衛し基隆発。17日に門司に到着後佐世保へ回航し、22日まで佐世保海軍工廠で整備を行う。26日、モス01船団（7隻）を護衛し門司発。2月5日、汕頭着。9日、低速船で構成されたスシ01船団第2分団を護衛し汕頭発。18日、同船団の第1分団に2日遅れで上海に到着した。

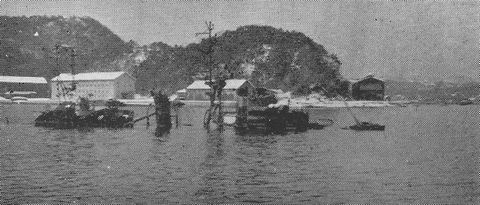
戦後の第二号海防艦
（1947年2月、東舞鶴港）

2月22日から3月12日まで、南号作戦を間接的に援護するためのAS1作戦（潜水艦撃滅作戦）に従事。13日から17日までAS2作戦に従事し、台湾海峡北部から揚子江口までを担任。続いて19日から29日までAS3作戦に従事し、対馬海峡から黄海までを担任した。作戦終了後佐世保へ回航して整備を行い、その後は日本海や黄海での護衛に従事した。
7月5日、新編された第二海防隊に編入。30日、舞鶴在泊中にアメリカ空母機の空襲を受け、至近弾により東舞鶴港内で大破着底した。8月25日、横須賀鎮守府第一予備海防艦に定められる。9月20日、帝国海防艦籍から除かれた。
1947年2月1日時点で、舞鶴で上部構造物の一部を露出して沈没状態にあり、舞鶴地方復員局所管の行動不能艦艇（特）に定められる。5月3日、行動不能艦艇（特）の定めを解かれた。
1948年7月1日、東海サルベージにより浮揚され飯野産業舞鶴造船所に入渠し、20日に解体を終了した。

## 海防艦長
艤装員長
1. 原利久 大尉：1944年1月10日 - 1944年2月28日

海防艦長
1. 原利久 大尉/少佐：1944年2月28日 - 1945年6月30日
2. 森安榮	少佐：1945年6月30日 - 1945年9月20日[注釈 3]